# Bacillus subtilis
Bacillus subtilis — грам-позитивна аеробна ґрунтова бактерія, як і всі представники роду, утворює ендоспори. Вперше була описана в 1835 році Еренбергом як Vibrio subtilis, в 1872 році була перейменована Коном на Bacillus subtilis та стала типовим видом роду. В українській літературі трапляється назва «сінна паличка» через те, що культури накопичення цього мікроорганізму отримують з сінного екстракту. Є продуцентом деяких пептидних антибіотиків та ферментів (амілази, протеази), що отримуються промислово. Також ця бактерія — модельний організм для дослідження грам-позитивних бактерій.

## Біологічні властивості
B. subtilis — паличкоподібна бактерія розмірами 3-5x0,6 мікрон. Ендоспори овальні, не перевищують розміру клітини, розташовані центрально. Кожна клітина має кілька джгутиків (перитрих), рухома.
Колонії сухі, дробнозморшкуваті, оксамитові, безбарвні або рожеві. Край колонії хвилястий. Росте на МПА, МПБ, а також на середовищах, що містять рослинні залишки, на простих синтетичних живильних середовищах для гетеротрофів. Ця бактерія — хемоорганогетеротроф, амоніфікує білки, розщеплює крохмаль, глікоген.
Доведено, що штами Bacillus subtilis зовсім не шкідливі для людини та тварин.
Відсутність патогенності у штамів Bacillus subtilis дало підставу для присвоєння їм Управлінням за контролем якості продовольчих і лікувальних засобів США статусу GRAS (generally regarded as safe) — безпечних організмів (К. Харвуд, 1992).

### Геном
Геном B. subtilis штаму 168 представлений кільцевою дволанцюжковою молекулою ДНК розміром 4214814 пар основ і містить 5279 генів, з яких 5163 кодують білки, вміст ГЦ 43,51 %, геном містить принаймні два ori сайти (ділянки початку реплікації). Також досліджене біологічне різноманіття штамів B. subtilis на рівні геному, гени, що відповідають за синтез антибіотиків, синтез компонентів клітинної стінки, споруляції, і проростання спор є високоваріабельними.

## Патогенез та псування харчових продуктів

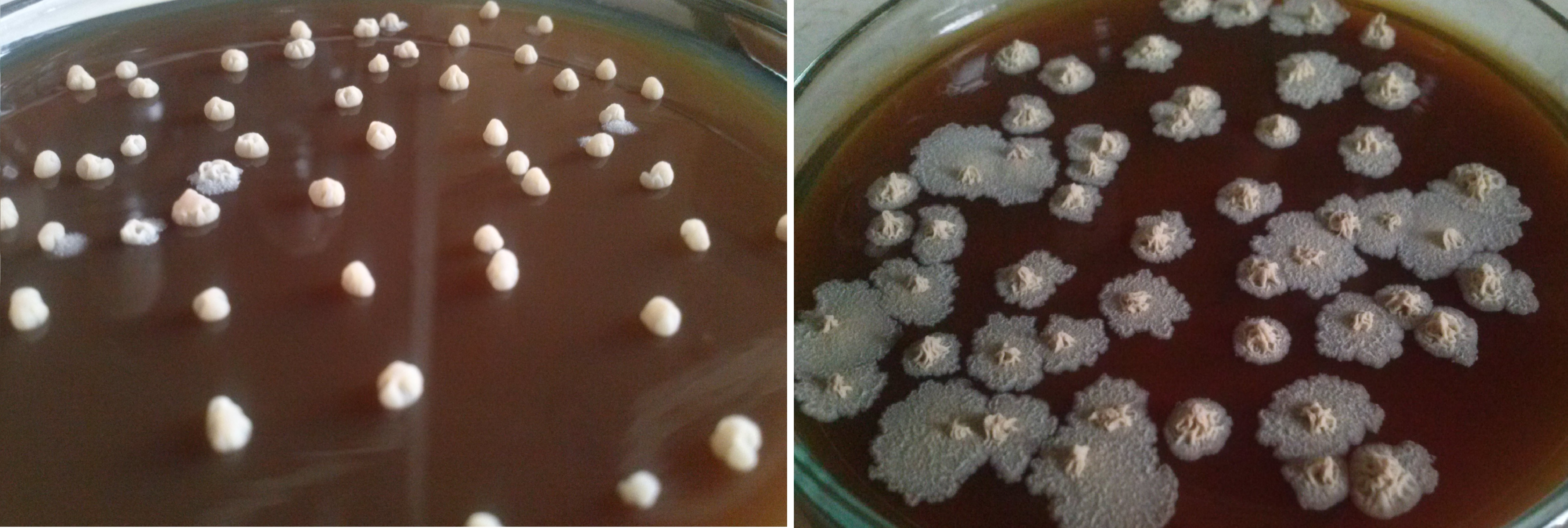
Розростання колонії на поживному середовищі протягом 3 днів

B. subtilis зазвичай не вважається патогеном людини, проте інколи здатна викликати отруєння їжі токсинами. Її спори здатні виживати при значному та тривалому нагріванні, тому не вмирають при звичайних методах приготування їжі. При проростанні спор при зберіганні продуктів, бактерія викликає утворення слизького шару на поверхні продуктів, за що відповідають довгі полісахариди, які вона секретує. Є причиною картопляної хвороби хліба.

## Використання в промисловості
B. subtilis є важливим продуцентом протеаз, амілаз, амінокислот і деяких полісахаридів. Зокрема, протеаза цього організму (субтілізин) використовується як компонент миючих засобів і для видалення волосся при виробництві шкір. Також є продуцентом пептідних антибіотиків. Зважаючи на наявність антагоністичних властивостей проти фітопатогенів, використовується в біозахисті рослин.
Штам грам-позитивної спороутворюючої аеробної ґрунтової бактерії Bacillus Subtilis, депонований в Депозитарії Інституту мікробіології і вірусології НАН України (реєстраційний № IBM B-7321 від 6 березня 2010 року), за складом біологічно активних речовин здатен до створення на його базі лікувально-профілактичних препаратів для потреб медицини та ветеринарії і після проведення з ним температурно-проточно-ультразвукової обробки значно підвищується ефективність дії біологічно активних компонентів, отриманих із штаму IBM B-7321 Bacillus Subtilis.
Опис корисної моделі до патенту № 74992  [Архівовано 23 грудня 2017 у Wayback Machine.]

## Модельний організм
B. subtilis дуже придатна до генетичних маніпуляцій, через що стала популярним модельним організмом для численних лабораторних досліджень, зокрема досліджень споруляції, що є прикладом диференціації клітин. Також ця бактерія має численні джгутики, що надають бактерії можливості швидко рухатися. Через популярність як лабораторного модельного організму, B. subtilis часто називають грам-позитивним еквівалентом Escherichia coli, найбільш дослідженої грам-негативної бактерії.